# 大面铺站
大面铺站位于中華人民共和國四川省成都市龙泉驿区，是成都地铁2号线的高架车站，于2014年10月26日启用。

## 车站概要
本站位于桃都大道与八一大路交叉口，沿桃都大道呈西北、东南向布置，于2014年10月26日开通使用，因大面镇的老地名而得名。在2号线建设期间，本站曾使用工程名“林家大堰站”。

## 车站结构
本站为高架三层侧式站台车站，全长120米，标准段宽22米，主体建筑面积为3865.40平方米，附属建筑面积为2301.70平方米，过街天桥建筑面积421.52平方米，总建筑面积6594.62平方米，其中物业开发面积是41.24平方米。地面为架空层，地上二层为站厅，地上三层为站台。
| 地上 三层 | 侧式站台，右边车门将会开启          | 侧式站台，右边车门将会开启 | 侧式站台，右边车门将会开启 |
| 地上 三层 | 2号线列车往犀浦方向（成都行政学院） |                            |                            |
| 地上 三层 | 2号线列车往龙泉驿方向 （连山坡）    |                            |                            |
| 地上 三层 | 侧式站台，右边车门将会开启          |                            |                            |
| 地上 二层 | 站厅层                              | 安检、自动售票机、车站商店 |                            |
| 地面      | 架空层                              | 出入口                     |                            |

## 内装与公共艺术
本站承袭龙泉汽车城装修元素，将汽车元素设计为在站厅立柱的汽车模型展示窗来进行体现。

## 出入口信息
本站目前开放4个出入口。
| 出口编号     | 设施       | 地点     | 可到达目的地 |
| ------------ | ---------- | -------- | ------------ |
|              |            |          |              |
|              | 无障碍电梯 | 桃都大道 |              |
| 出口 · A · 2 |            | 桃都大道 | 洪河城市花园 |
| 出口 · B · 1 | 无障碍电梯 | 桃都大道 |              |
| 出口 · B · 2 | 卫生间     | 桃都大道 |              |